# ラビットスクーター

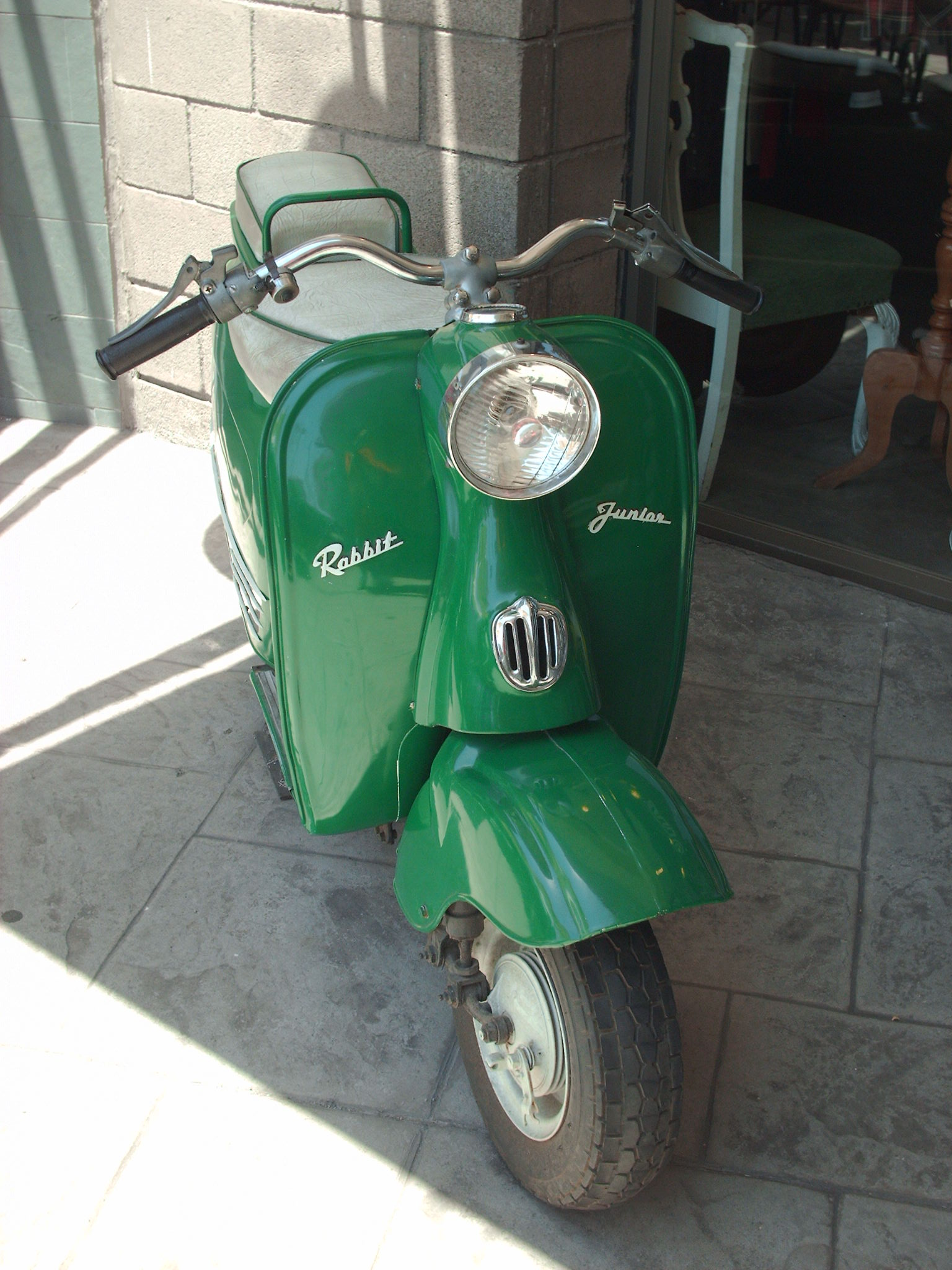
ラビットスクーター

ラビット（Rabbit ）は、富士産業→富士重工業（→現・SUBARU）が1946年から1968年まで製造販売したスクータータイプのオートバイである。
一般にはラビットスクーターの名でも知られる。

## 概要
1945年の終戦により平和産業へ転身するため中島飛行機から改名した富士産業が、1946年（昭和21年）製造・販売を開始。当初のモデルは前輪ブレーキ、サスペンション、ウィンカーも装備されていない簡素なものである。第二次世界大戦終了直後に入手したアメリカ合衆国製のパウエル式スクーター（ポウエルと表記する資料もある）を手本に、日本国内の経済性や道路事情を考慮して開発された。
一部モデルは海外へも輸出されたが、一般家庭への自動車の普及や本田技研工業のスーパーカブの台頭などもあり、1968年6月末をもって生産を終了した。

## モデル一覧

### スクーター

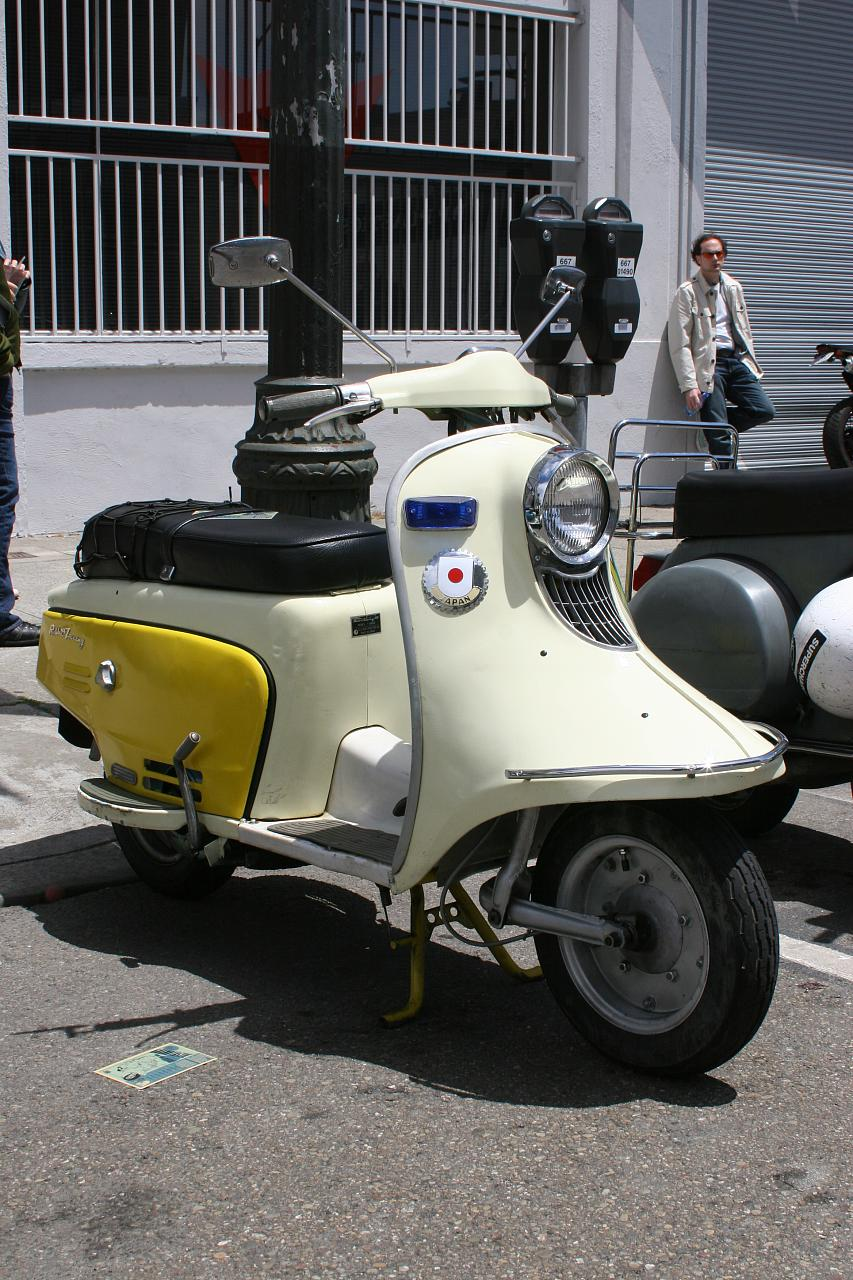
ツーリング150

試作車
中島飛行機の協力工場であった野村工業が戦前に日本に持ち込んだ『パウエル・ストリームライナー (Powell Streamliner)』を範とした。1946年8月から1947年2月にGHQの製造許可を得て20台が試作された。太田（呑龍）工場製が「ラビット」、三鷹工場製が「ポニー」のブランド名で呼ばれたが、ポニーの意匠はすでに他社によって登録されており、ラビットに統一された。第二次世界大戦後に余剰となった爆撃機銀河の尾輪を流用装着したと言われているが、航空機用のタイヤは溝がないスリックタイヤであるため実際に流用されたのは太田工場製の試作2号車までで、その後の車両にはトレッドパターンが刻まれた3.50-5タイヤが新たに装着された。
ラビットS-1
1947年2月。同年12月に538台が生産された初の量産モデル。135cc空冷4ストローク単気筒エンジンを搭載。
ラビットS-12
S-1の改良型でフロントサスペンションなどを追加。皇室に献納された。
ラビットSP-12
S-12のアメリカ輸出仕様。進駐軍基地内のPXで販売された。
ラビットS-2
ラビットS-22
ラビットS-23
ラビットS-25
ラビットES
S-22ベースの電気スクーター。戦後の進駐軍占領下での燃料不足にあわせて開発されたが、実用性が低く生産台数は23台。
ラビットS-31
ジャックラビットS-32
ラビットS-41
ラビットS-47
ラビットS-48
ラビットS-52
ラビットS-53
ラビットS-55
ラビットS-61
1954年発売。225cc空冷4サイクルサイドバルブ単気筒エンジンを搭載。シリーズ初のトルクコンバータを採用し、ベストセラーとなった。
ラビットジュニアS-71
1955年発売。シリーズ初の2ストロークエンジン車。国産初のグリップチェンジ採用モデルでもある。発進加速に優れ、当時公表された最高速が70km/hだったのに対し、実際は85km/h以上出た。爆発的にヒットした。
ラビットS-101
1957年発売。S-61の後継として排気量を246ccとし出力アップした仕様。シリーズ初のオイルダンパー採用車。246cc空冷4ストロークサイドバルブ単気筒、7PS/4,000rpm、1.36kgm/3,000rpm。152kg。
ラビットマイナーS-201
1958年発売。コンパクトな車体に前後15インチホイール採用の扱いやすさを追求したモデル。87cc2ストローク単気筒エンジンを搭載。
ラビットジュニアS-82
1958年発売。バッテリーを搭載しフラッシャーや直流ホーンを装備できた。
ラビットスーパーフローS-601
1959年発売。S101の機能向上型として開発された。外観は継承するが、パワフルな199cc空冷2ストローク単気筒エンジンと新設計片持ユニットスイングを搭載。
ラビットスカーレットS-102
1961年発売。当時鉄製が主流だったボディ外装を硬質ポリエチレンとして65kgの軽量な車体を実現した。50cc空冷2ストロークピストンバルブ単気筒、3PS/6,000rpm、0.38kgm/4,000rpm。
ラビットジュニアS-301A
1961年発売。123cc空冷2ストローク単気筒エンジンを搭載。ハンドチェンジ式3段マニュアルトランスミッションにより最高速度・登坂性能などを向上。
ラビットS-402A
1962年発売。S301Aをベースにエンジンを142ccとした輸出仕様車。
ラビットツーリングS-301AT
1963年発売。123cc空冷2ストローク単気筒エンジン搭載。日本初のフォームラバー製前後一体シートと前後にキャリア・タンデムグリップを装備。ツーリングを意識したモデルで専用のツーリングバッグなどもオプション設定された。
ラビットツーリングS-402AT
1963年発売。ラビットS402Aをベースとしたツーリング車。
ラビットツーリング150 S-402BT
1964年発売。ラビットS402Aの輸出仕様車。当時海外で「世界で最も美しいスクーター」と高く評価されたモデル。ハンドチェンジ式4速トランスミッションを装備。
ラビットマイナーS-202
1964年発売。15インチホイール、スマートな車体を採用しあまりラビットらしい外観ではない。粘り強いエンジンを搭載し扱いやすさを狙ったモデル。87cc空冷2ストローク単気筒、5.5PS/6,500rpm、0.75kgm/3,800rpm。83kg。
ラビットジュニアS-301B
1964年発売。吸気方式を従来のS-301Aのピストンバルブからクランクウェブ式ロータリーバルブに変更した馬力向上されたモデル。ボディその他も各部改良を実施。
ラビットスーパーフローS-301BH
1965年発売。S-301Bの変速装置に流体トルクコンバーターを採用したモデル。
ラビットハイスーパーS-211A
1966年発売。ディスクロータリーバルブを採用した90cc2ストローク単気筒エンジンを搭載。独自の車体設計によりシート下に大容量のトランクルームを持つ。

### 三輪車
ラビットT-75A・T-75B
1955年発売。S-61の後部を荷台としたオート三輪仕様モデルで、1957年まで2,860台製造されていた。Ａ型はシフトが座席の後ろにあり、Ｂ型は前にある。
ラビットスバルRS-3
富士重工の技術者が、ラビットスクーターをベースに開発した3輪の試作車。1台のみ制作された。

## エピソード
- 富士重工業のラリーパーツを製造するSTIでは、スバルマークとともにラビットマークも使用する。
- 傍系会社の富士ロビンが、マキタの子会社となりマキタ沼津（現・マキタ）に社名変更された際に、同社が製造する消防ポンプ・防災機器（のちマキタ沼津→マキタを経てIHIシバウラへ譲渡）のブランド名もそれまでのロビンからラビットのブランド名とマークに変更した。

## その他
- 「ラビット」と似た外観スタイルをもったスクーターとして中日本重工業（現 三菱重工業）の「シルバーピジョン」が挙げられる。

- 1998年、本田技研工業は「ラビット」の外観スタイルを手本に「ジュリオ」というスクーターを製造し発売した。